# Filematologia

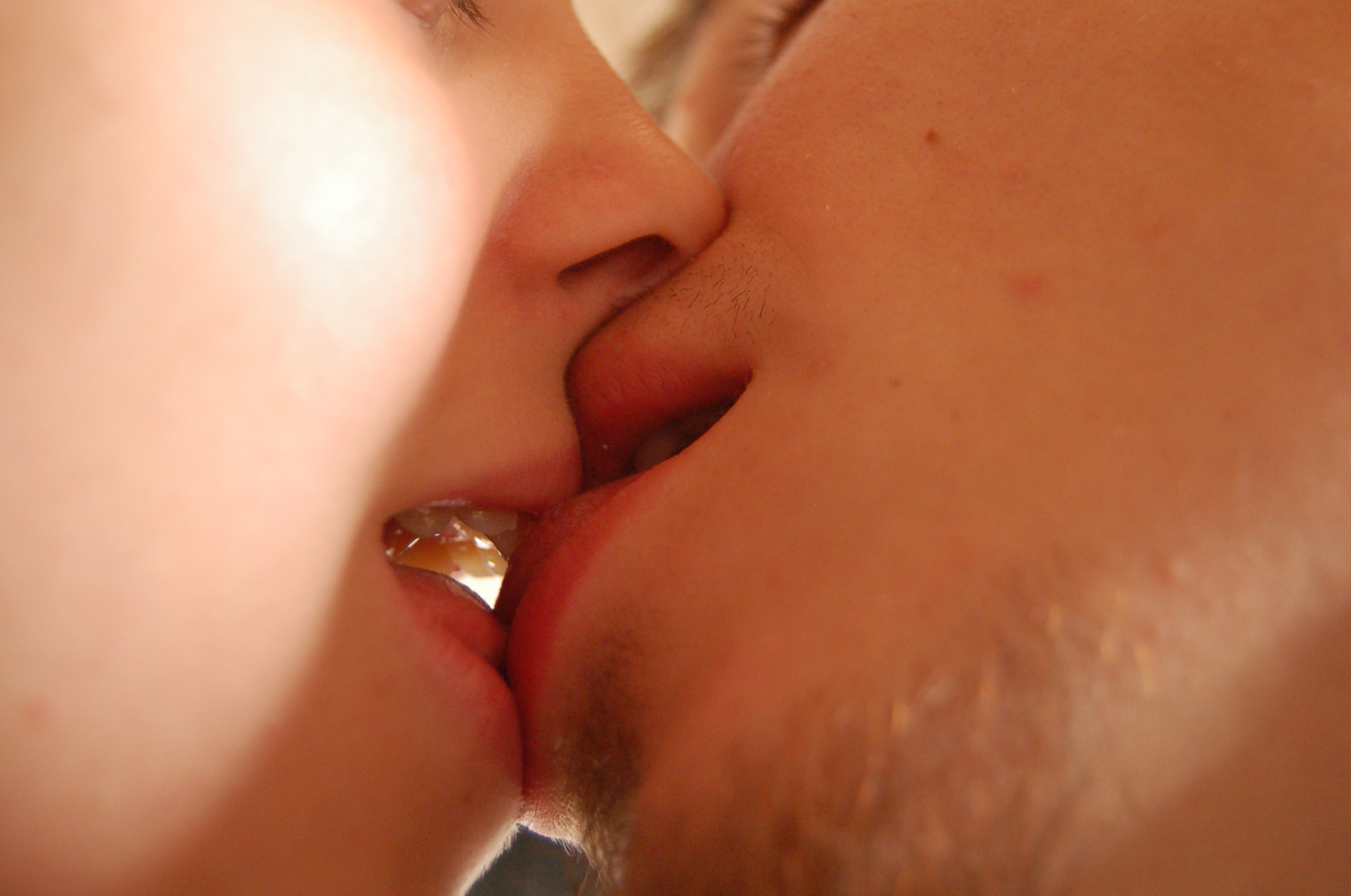
Il tipico bacio alla francese.

La filematologia è una scienza che studia le funzioni e tutti gli aspetti del bacio in una coppia.
Il termine deriva dal greco antico e si compone di due elementi:
1. "phílema" (φίλημα) "bacio" e "-logia" (-λογία), suffisso significante "studio, disciplina".

## Ricerche
Alcuni scienziati hanno studiato la funzione del bacio, in alcuni casi particolari utile per la produzione di anticorpi (in Medical Hypotheses di Colin Hendrie, Università di Leeds). Per esempio, secondo lo scienziato inglese Colin Hendrie, lo scopo del bacio è trasmettere i germi, in particolare il Cytomegalovirus, il quale viene trasmesso dall'uomo alla donna per preservarne la salute e la futura prole.
Secondo una ricerca di Wendy Hill del Lafayette College di Easton, in Pennsylvania, il bacio fa cambiare il livello di ossitocina e cortisolo nella saliva: in particolare, dopo il bacio il livello di cortisolo si riduce sia negli uomini sia nelle donne, provocando una diminuzione dello stress, mentre il livello dell'ossitocina, che influenza la disponibilità all'innamoramento, aumenta negli uomini e diminuisce nelle donne. Secondo Helen Fisher della Rutgers University del New Jersey, inoltre, gli uomini tendono a considerare il bacio un preludio al rapporto sessuale e preferiscono i baci con la saliva, attraverso la quale può essere trasferito testosterone alle donne.
Secondo uno studio del ricercatore tedesco Onur Güntürkün della Ruhr-Universität di Bochum, pubblicato sulla rivista Nature, inoltre, due persone su tre baciano inclinando la testa verso destra. Secondo Güntürkün, che ha osservato alcune coppie in luoghi pubblici analizzandone il primo bacio con contatto delle labbra in posizione "faccia a faccia", baciare da destra o da sinistra non dipende dall'essere o meno mancini, ma dalla tendenza a spostare la testa verso destra o sinistra nell'utero durante le ultime settimane della gestazione e nei primi sei mesi dopo la nascita, per effetto delle differenze funzionali fra le due parti del cervello.